# Parafia św. Józefa Robotnika w Osowcu-Węgrach
Parafia św. Józefa Robotnika – rzymskokatolicka parafia znajdująca się przy ulicy Opolskiej 6 w Węgrach. Parafia należy do dekanatu Zagwiździe w diecezji opolskiej.

## Historia parafii
Parafia została utworzona jako lokalia w 1923 roku, 11 marca 1925 roku podniesiona została do rangi parafii, przez wyłączenie jej z parafii św. Michała Archanioła w Kotorzu Wielkim. Kościół parafialny zbudowano w latach 1930–1939. Konsekracji dokonał kardynał A. Bertram w 1939 roku.
Proboszczem parafii jest ks. Tadeusz Muc.

## Zasięg parafii
Parafię zamieszkuje 2410 osób, zasięgiem duszpasterskim obejmuje ona miejscowości: Osowiec, Wegry, Kolanowice, Trzęsina.

## Proboszczowie
- ks. Józef Godziek – od 4 listopada 1923
- ks. Franciszek Cyris – od 1934
- ks. Paweł Kulig – od 16 października 1939
- ks. Wiktor Bernaisch – od 18 lutego 1963
- ks. Franciszek Lerch – od 27 sierpnia 1986
- ks. Tadeusz Muc – od 25 sierpnia 2011